# Landschaftsschutzgebiet Bachniederungen und Talrandzonen nördlich Wehren
Das Landschaftsschutzgebiet Bachniederungen und Talrandzonen nördlich Wehren mit etwa 37,5 ha Flächengröße liegt im Stadtgebiet von Horn-Bad Meinberg. Es wurde 2005 mit dem Landschaftsplan  Nr. 10 Horn-Bad Meinberg/Schlangen durch den Kreistag des Kreises Lippe als Landschaftsschutzgebiet (LSG) ausgewiesen.

## Beschreibung
Wie eine Insel liegt ein Bauernhof mit seinen Flächen, hauptsächlich Äckern, im Schutzgebiet. Das LSG umfasst ein naturnahes Talsystem mit angrenzenden Hangflächen. Im vielfältig strukturierten Biotopkomplex liegen Fließ- und Stillgewässer, unterschiedlichen Wald-Lebensräumen und Grünlandflächen mit differenzierter Wasser- und Nährstoffversorgung. Teilweise sind Bäche tief eingeschnitten. Auf den Talhängen des Haupttales im Süden stockt ein Buchenwald. Der Hauptbach nimmt von Westen einige Rinnsale auf, deren Quellbereiche zumeist im hängigen Weidegrünland liegen. Unterhalb von Hollhöfen wird der kleine Bachlauf zu zwei extensiv genutzten Fischteichen aufgestaut.

## Schutzzwecke für das LSG
Laut Landschaftsplan erfolgte die Ausweisung des LSG
- „zur Erhaltung der Leistungsfähigkeit des Naturhaushaltes,“
- „zur Erhaltung und Wiederherstellung eines Waldbereiches mit unterschiedlichen Feuchtestufen,“
- „zur Erhaltung eines Waldkomplexes in der Zerfallphase, wegen der Eigenart und Schönheit des alten Hudewaldes,“
- „zur Sicherung der das Landschaftsbild prägenden Alt- und Totholzbestände.“[1]

## Rechtliche Vorschriften
Im Landschaftsschutzgebiet ist unter anderem das Errichten bzw. Anlegen von Bauten und Fischteichen verboten. Grün- und Brachland darf nicht in eine andere Nutzungsart umgewandelt oder umgebrochen werden. Es ist im LSG verboten, Hunde frei laufen zu lassen, ausgenommen ist die ordnungsgemäße Jagd und Hof- und Gartenbereiche. Obstbäume auf Obstwiesen und Einzelbäume dürfen nur gefällt werden, wenn dies einvernehmlich mit der Unteren Landschaftsbehörde abgestimmt wurde und entsprechende Ersatzbäume gepflanzt werden. Das LSG besteht aus vier Teilflächen.